# Santa Catalina Martír (Valencia)

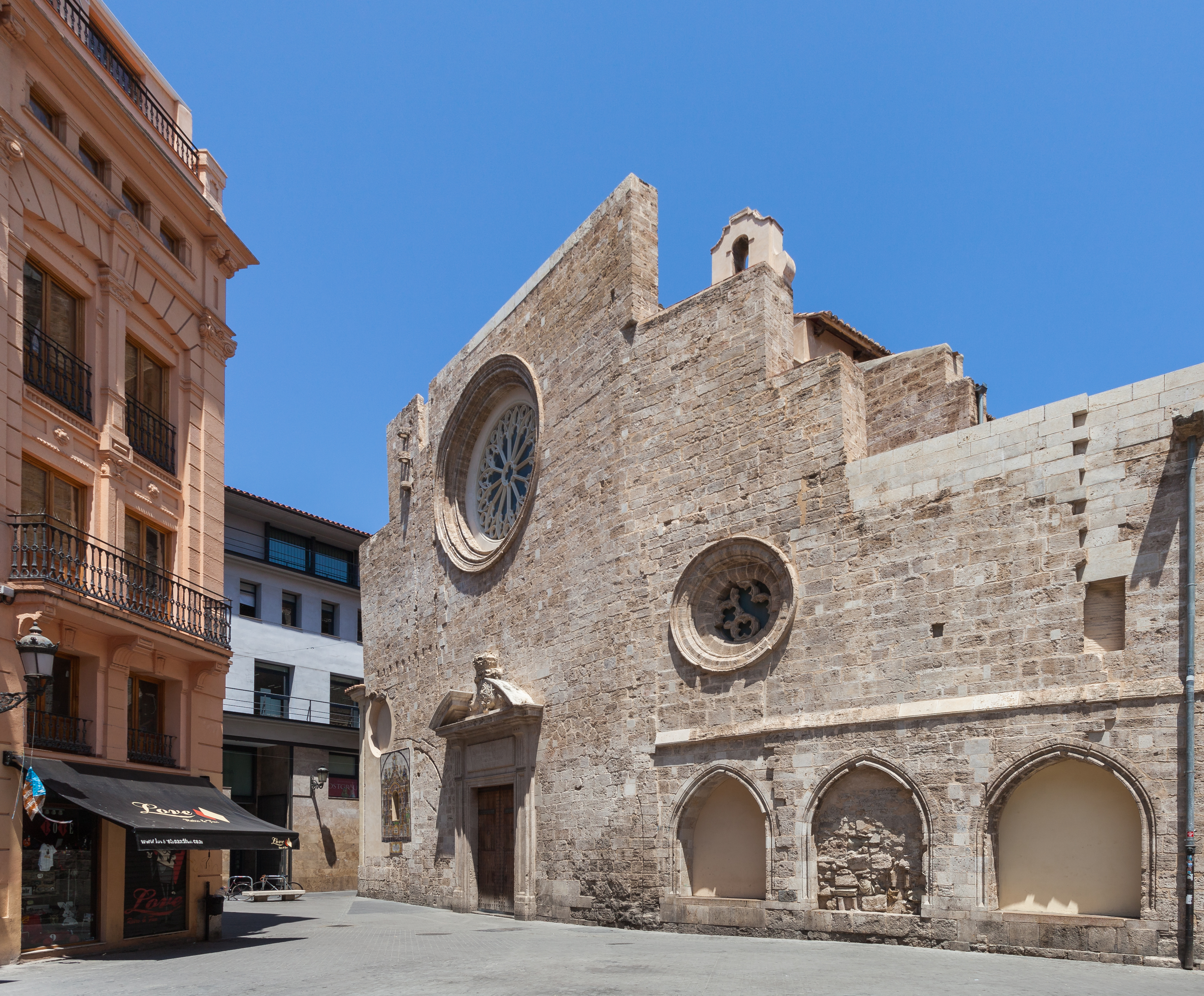
Fassade

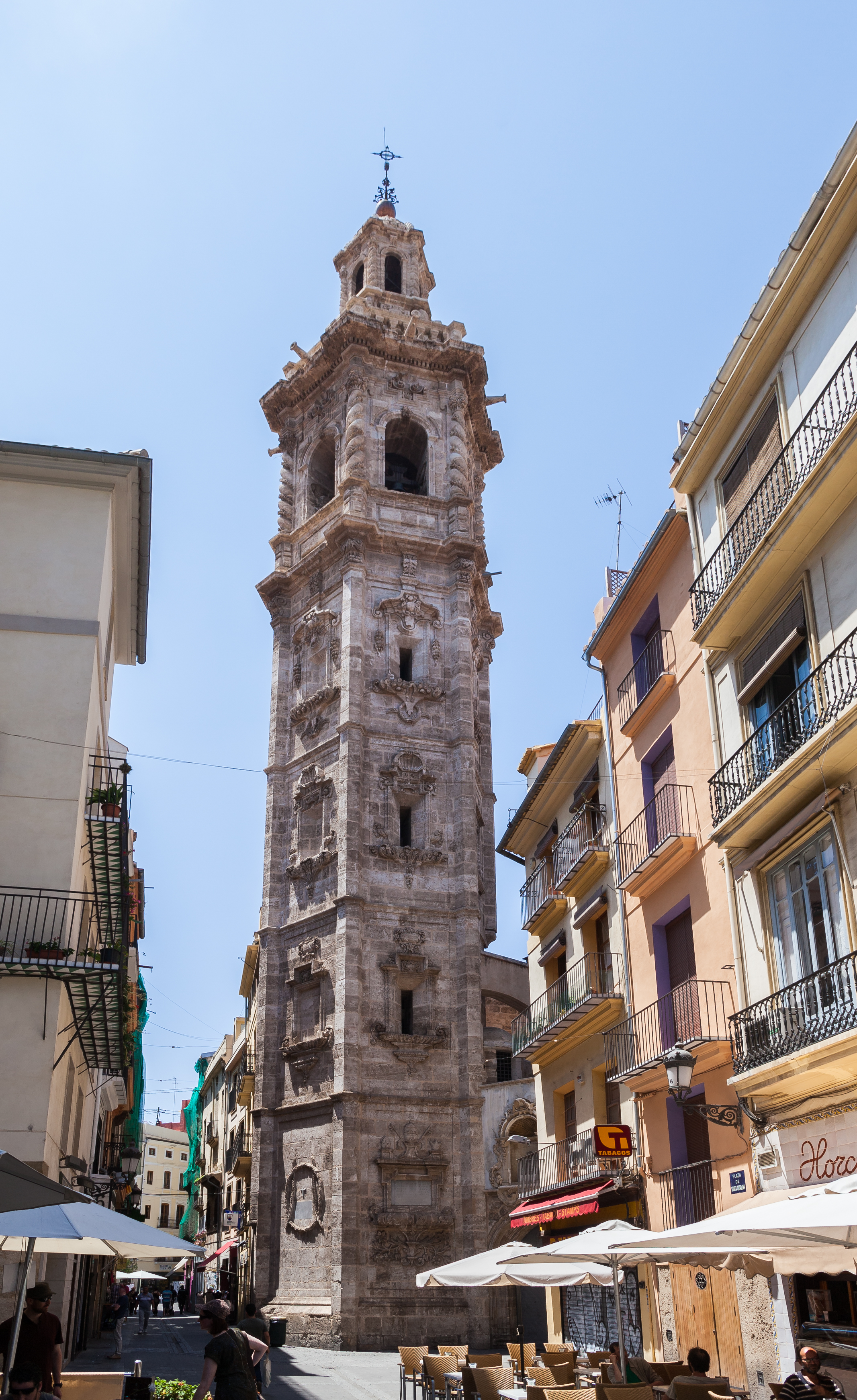
Turm aus Sicht vom Platz aus

Die Kirche Santa Catalina Martír in Valencia ist im gotischen Stil errichtet, an der Stelle einer früheren Moschee, eine Pfarrei in der Nähe der Kathedrale am Platz Lope de Vega. Die Patronin ist die heilige Katharina von Alexandrien, die den Märtyrertod erlitt. Die Kirche weist drei Schiffe auf und einen sechseckigen barocken Trum mit vielen Emblemen. Das Kirchengebäude wurde außen mit einem klassischen Dekor in der Renaissance ausgestattet. 1548 musste es nach einem Brand rekonstruiert werden. Das Innere ist barock gestaltet. Der Glockenturm mit 56,12 m Höhe wurde von 1688 bis 1705 durch Juan Bautista Viñes gebaut.
1936 wurde die Kirche von republikanischen Milizen angegriffen und verbrannt. In den 1950er Jahren fand eine Restauration statt.